# Dan Gorlin
Dan Gorlin (* 15. März 1954) ist ein US-amerikanischer Computerspiele-Entwickler. Er ist durch das im Jahre 1982 für den Heimcomputer Apple II entstandene Spiel Choplifter bekannt.

## Leben
Gorlin ist durch Zufall zum Entwickler von Computerspielen geworden. Er lebte in den späten 1970er-Jahren in Los Angeles und arbeitete im Bereich der künstlichen Intelligenz für die Rand Corporation. Zu dieser Zeit versuchte er sein Haus zu verkaufen und war damit sechs Monate beschäftigt. Um die Zeit totzuschlagen, lieh er sich von seinem Großvater einen Apple-II-Computer. Mit dem Rechner begann er, das Spiel Choplifter zu entwickeln. Er stellte das Spiel nach nur sechs Monaten fertig. Veröffentlicht wurde es vom Publisher Brøderbund, für den Gorlin im Anschluss weitere Spiele als freier Mitarbeiter die Spiele Airheart für den Apple II und Typhoon Thompson für den Commodore Amiga entwickelte. Nachdem der Apple II als veraltet galt und MS-DOS-basierte Rechner immer höhere Marktanteile erzielten, verlor Gorlin das Interesse an der Programmierung. Nachdem er für Brøderbund noch die Amiga-Version von Prince of Persia programmiert hatte, arbeitete er fünf Jahre als Percussion- und Tanzlehrer.
Mit dem Aufkommen von Windows 95 begann er sich erneut für Programmierung zu interessieren. Als Entwicklungsleiter für Software bei einem kleinen kalifornischen Entwicklerstudio verantwortete er 1996 ein Computerspiel für Kinder. Für Totally Games erstellte er 1999 3D-Entwicklungstools für Star Wars: X-Wing Alliance. 2012 beriet er inXile Entertainment bei der Konzeptionierung eines Choplifter-Remakes für damals aktuelle Hardware; hauptberuflich arbeitete er zu dieser Zeit als Immobilienmakler.
Gorlin ist Leiter des auf westafrikanische Kultur fokussierten Musik- und Tanzensembles Alokli in Philadelphia. Er fungiert dabei auch als Perkussionist und Lehrer für Perkussion.